# Phytoseius glyptos
Phytoseius glyptos är en spindeldjursart som beskrevs av Afzal, Bashir, Akbar och Muhammad Sharif Khan 2006. Phytoseius glyptos ingår i släktet Phytoseius och familjen Phytoseiidae. Inga underarter finns listade i Catalogue of Life.